# Soreniec żółtawy

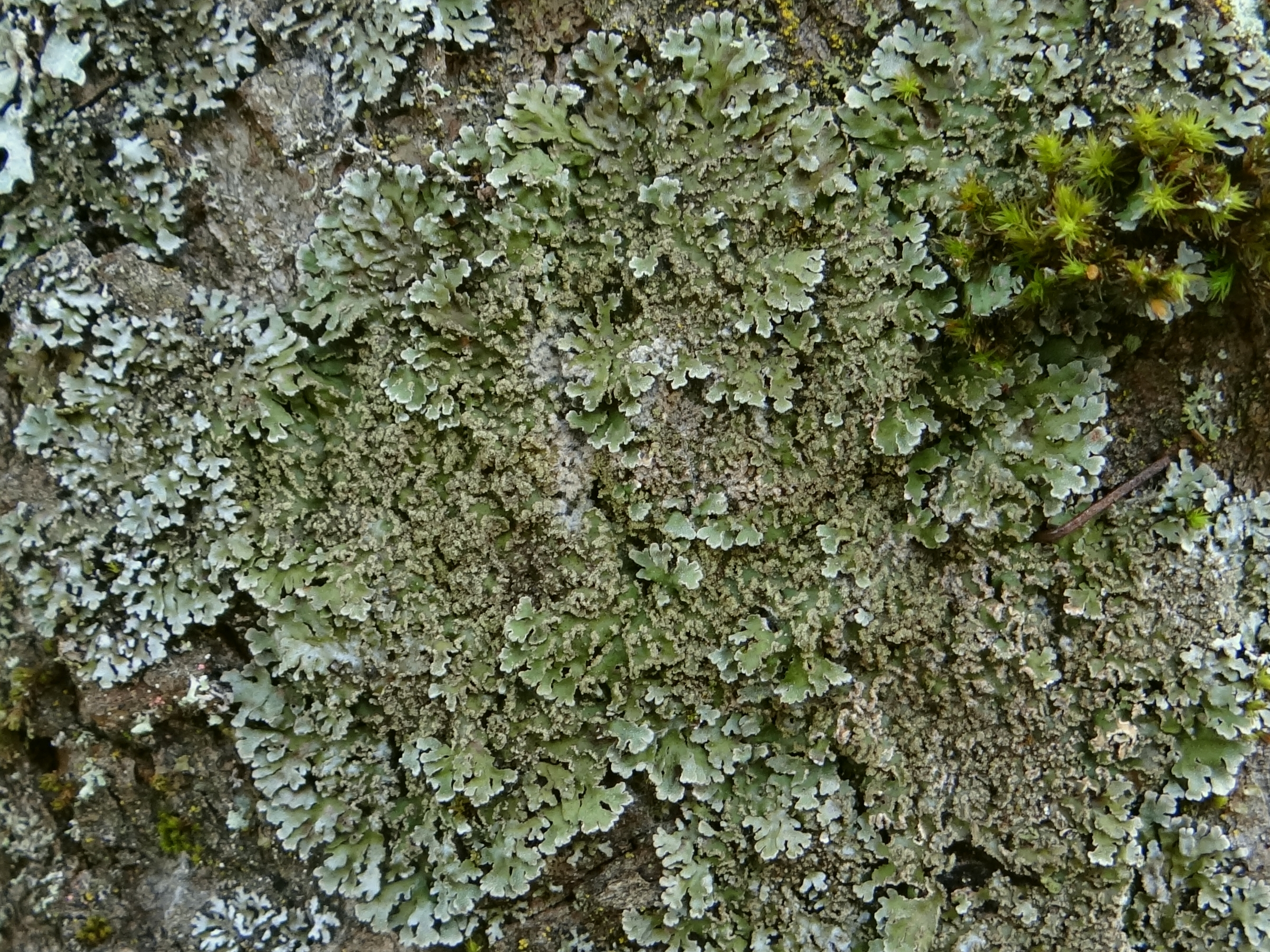

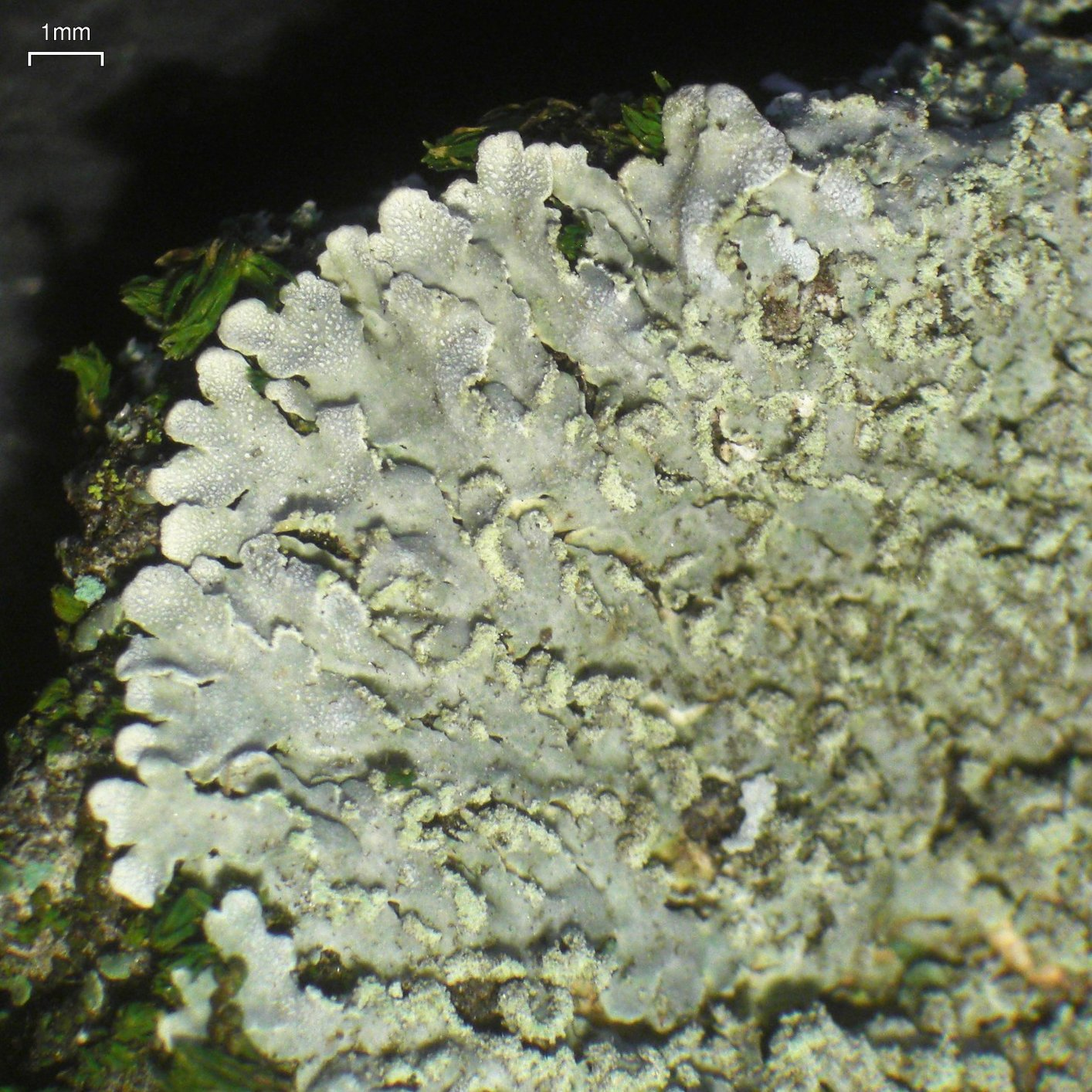

Soreniec żółtawy, obrost żółtawy (Physconia enteroxantha (Nyl.) Poelt) – gatunek grzybów z rodziny obrostowatych (Physciaceae). Ze względu na współżycie z glonami zaliczany jest do porostów. 

## Systematyka i nazewnictwo
Pozycja w klasyfikacji według Index Fungorum: Physciaceae, Caliciales, Lecanoromycetidae, Lecanoromycetes, Pezizomycotina, Ascomycota, Fungi.
Po raz pierwszy takson ten zdiagnozował w roku 1873 William Nylander nadając mu nazwę Physcia enteroxantha. Obecną, uznaną przez Index Fungorum nazwę nadał mu w roku 1966 Josef Poelt, przenosząc go do rodzaju Physconia. 
Niektóre synonimy naukowe:

- Parmelia lithotea (Ach.) Röhl. 1913
- Parmelia subdetersa (Nyl.) Kernst. 1891
- Physcia cycloselis var. lithotea (Ach.) Ach. 1803
- Physcia enteroxantha Nyl. 1873
- Physcia enteroxanthella (Harm.) H. Olivier 1907
- Physcia lithotea (Ach.) Nyl. 1877
- Physcia obscura var. lithotea (Ach.) Nyl. 1861
- Physcia pityrea var. enteroxanthella Harm. 1897
- Physcia subdetersa Nyl. 1878
- Xanthoria lithotea (Ach.) Horw. 1912
- Xanthoria subdetersa (Nyl.) Horw. 1912

Nazwa polska według W. Fałtynowicza.

## Charakterystyka
Plecha listkowata, tworząca rozetki lub nieregularna. Osiąga średnicę do 6 cm, jest głęboko wcinana, jej odcinki o szerokości 0,5-2 mm zachodzą na siebie lub stykają się brzegami. Są płaskie lub wklęsłe i mają zaokrąglone brzegi. Górna powierzchnia plechy ma barwę szarozieloną lub szarą i pokryta jest białawymi plamkami, zwłaszcza na końcach. Na obrzeżach odcinków znajdują się skupiska soraliów tworzące pofałdowane pasemka. Mają barwę żółtawą lub żółtozieloną.   Plecha jest heteromeryczna z glonami protokokkoidalnymi. Powierzchnia dolna na obwodzie jest jasnobrązowa, ku środku stopniowo ciemniejąca do barwy czarnej. Jest matowa lub nieco błyszcząca i znajdują się na niej czarniawe, krzaczkowato rozgałęzione chwytniki. Górna kora jest pseudoparenchymatyczna, rdzeń ma barwę od białej do żółtawej, dolna kora jest nieregularnie protoplektynchymatyczna
Lekanorowe apotecja występują  bardzo rzadko. Mają średnicę do 2 mm i niekarbowany brzeżek plechowy, na którym szybko jednak pojawiają się  urwistki. W jednym worku powstaje po 8 zarodników o rozmiarach  38 × 15-18 (20)  μm.
Reakcje barwne:
- kora: wszystkie reakcje negatywne,
- rdzeń:  K + żółtawy (czasami bardzo jasny), C, KC + żółty do żółto-pomarańczowego, P-,
- soralia: K + i KC + żółtawy do żółtego pomarańczowego lub K-, KC- (zwłaszcza gdy soredia są brązowawe).

Kwasy porostowe: głównie kwas sekalonowy.

## Występowanie i siedlisko
Na półkuli północnej gatunek szeroko rozprzestrzeniony. Występuje w Ameryce Północnej, Europie, Afryce Północnej i Azji (Rosja). W Europie występuje na całym obszarze, z wyjątkiem Grenlandii i Islandii, na północy sięga po północne krańce Półwyspu Skandynawskiego. W Polsce jest pospolity na terenie całego kraju.
Rośnie głównie na korze drzew, rzadziej, na drewnie, mchach, skałach. 

## Gatunki podobne
Najbardziej charakterystyczną dla tego gatunku soreńca cechą są żółtawe soredia i żółtawy rdzeń plechy. Barwę tę zawdzięczają kwasowi sekalonowemu. Jeśli jednak plecha zawiera niewielką jego ilość, łatwo pomylić soreńca żółtawego z podobnymi gatunkami soreńców, szczególnie z soreńcem dachówkowatym (Physconia perisidiosa) i soreńcem popielatym (Physconia grisea).